# Utrechtse Heuvelrug
Utrechtse Heuvelrug é um município dos Países Baixos, situado na província da Utreque. Tem 133,94 km² de área e sua população em 2020 foi estimada em 49.784 habitantes.

## Transportes
No município de Utrechtse Heuvelrug existem 2 estações de comboios, Maarn e Driebergen-Zeist. A primeira estação serve a vila de Maarn, e a segunda serve Driebergen-Rijsenburg e a cidade de Zeist.
As vilas de Driebergen-Rijsenburg e Doorn são servidas pelos autocarros operados pela U-OV, empresa de transportes públicos da área de Utreque. O município inteiro é servido pelos serviços de autocarro regionais Syntus Utrecht.

O município é atravessado pelas autoestrada A12, e pelas estradas regionais N225, N226, e N227.